# Hit Mania Dance Champions 2002
Hit Mania Dance Champions 2002 è una raccolta di successi eurodance, house, techno, dance e pop mixati da Mauro Miclini pubblicata nella primavera del 2002. Fa parte della collana Hit Mania.

## Tracce
1. Hot Coffee pres. Pink Coffee – Another Brick In The Wall – 3:00
2. The Product G&B – Dirty Dancin' (feat. Carlos Santana) (rmx) – 2:36
3. Datura – Will Be One – 3:33
4. DB Boulevard – Point Of View – 2:54
5. Mark Picchiotti pres. Basstoy feat. Dana – Running – 1:45
6. Paps'n'Skar – Loving You – 3:07
7. Edge Of Universe – Life Force (feat. Dominick) – 3:07
8. Praise Cats – Shined On Me (feat. Andrea Love) – 2:05
9. Molella – Whistle's Party – 3:11
10. 4 Clubbers – Children (rmx) – 2:04
11. Carolina Márquez – Mas Musica – 2:11
12. M@d – Its name is... – 3:25
13. Dj Ross – Dreamland – 3:16
14. The Soundlovers – Flow – 2:31
15. B-1 – Indian Summer (feat. Maverick) – 2:55
16. J.C.A. – I Begin To Wonder – 3:41
17. Astroboys – The Night – 2:32
18. Jamiroquai – Love Foolosophy (rmx) – 2:48
19. Hot Case – Contact – 2:00
20. Five for Fighting – Superman (Club Mix) – 3:38

Durata totale: 56:19